# Michael Friedrich Reinhard
Michael Friedrich Reinhard (* 24. Juni 1793 in Kitzingen; † 20. April 1867 in Neustadt an der Saale) war ein deutscher Kaufmann, Politiker zwischen 1849 und 1855 Landtagsabgeordneter in der Kammer der Abgeordneten im Bayerischen Landtag.

## Leben und Wirken
Michael Friedrich Reinhard wurde am 24. Juni 1793 in der würzburgisch-fürstbischöflichen Amtsstadt Kitzingen geboren. Wahrscheinlich verließ Reinhard die Mainstadt recht früh und wurde Kaufmann in Neustadt an der Saale. 1849 wurde Reinhard für den Wahlbezirk Bischofsheim an der Rhön/Unterfranken in die Kammer der Abgeordneten gewählt. Innerhalb des Parlaments bekleidete er ein Amt im Ausschuss für die innere Verwaltung.
Reinhard wechselte seinen Wahlkreis bereits 1849 und trat fortan für den Wahlbezirk Werneck/Unterfranken an. Als Abgeordneter gehörte er dem 13. bis 16. Landtagen an. Über seine politischen Ansichten schweigen die Quellen, ebenso ist nichts über seine konfessionelle Zugehörigkeit bekannt. Michael Friedrich Reinhard schied 1855 aus dem Landtag aus. Er starb am 20. April 1867 im Alter von 73 Jahren in Neustadt an der Saale.